# Chrysops ricardoae
Chrysops ricardoae är en tvåvingeart som beskrevs av Pleske 1910. Chrysops ricardoae ingår i släktet Chrysops och familjen bromsar. Inga underarter finns listade i Catalogue of Life.